# Robin Gibb
Robin Hugh Gibb (Douglas, Isle of Man, 22 december 1949 – Londen, 20 mei 2012) was een Britse zanger, afkomstig van het eiland Man. Samen met zijn broer Barry en tweelingbroer Maurice maakte hij jarenlang deel uit van de Bee Gees. Solo had hij ook een aantal hits, waarvan de nummer 1-hit Saved by the Bell uit 1969 het bekendst is.

## Biografie

### Beginjaren met de Bee Gees
Robin Gibb werd geboren op het eiland Man als helft van een tweeling. Zijn tweelingbroer was Maurice Gibb. Op 5-jarige leeftijd verhuisden zij met hun ouders, zus Lesley en broer Barry naar Chorlton-cum-Hardy in Manchester. Daar trad Robin op 8-jarige leeftijd voor het eerst met zijn broers op. In augustus 1958, vijf maanden na de geboorte van zijn broer Andy, emigreerde het gezin naar Redcliffe in Australië. Daar gingen de broers verder met optreden en noemden ze zich The BG's. Toen Robin 10 jaar was, gaven ze hun eerste optreden voor de Australische televisie. In de jaren daarna verhuisde het gezin naar Surfers Paradise en Sydney. In 1967 verhuisden de Bee Gees, zoals ze inmiddels heetten, terug naar Engeland. De groep had in Australië twee albums en diverse singles opgenomen en was eind 1966 doorgebroken met het nummer Spicks and specks. Vanuit Engeland werd dat succes internationaal voortgezet met wereldwijde hits als Massachusetts, World en Words.

### Eerste solocarrière
Begin 1969 stapte Robin met ruzie uit de Bee Gees. Een jaar eerder was gitarist Vince Melouney uit de groep gestapt en tussen Robin en Barry ging de strijd over wie het gezicht van de groep mocht zijn en de muzikale koers mocht uitzetten. Hun manager Robert Stigwood gaf de voorkeur aan Barry. Daarnaast werd Robin bekritiseerd om zijn drugsgebruik en had hij ruzie met Maurice gekregen, waardoor ze niet meer met elkaar spraken. De aanleiding om uit de groep te stappen, kwam toen de eerste single voor het album Odessa gekozen moest worden. Robin wilde dat zijn nummer Lamplight dat werd, maar Barry had liever zijn eigen nummer First of May. Toen Stigwood First of May tot eerste single had gekozen en Lamplight de B-kant werd, stapte Robin op en kondigde later aan een soloplaat te gaan opnemen. De eerste maanden werd hem dit belemmerd door enkele rechtszaken aangaande zijn contractuele verplichtingen aan de Bee Gees. Maar in september van dat jaar kon hij aan de opnamen van zijn album Robin's reign beginnen. Maurice en Barry namen in dezelfde tijd als duo het album Cucumber Castle op.
Robins eerste solosingle was een succes. Zijn Saved by the bell werd een nummer 2-hit in de UK Singles Chart. Daarmee was hij even succesvol als de overgebleven Bee Gees, want die haalden met Don't forget to remember (hun eerste hit zonder Robin) eveneens de tweede plaats. In de Veronica Top 40 en de Hilversum 3 Top 30 bereikten beide nummers zelfs de eerste plaats. In het Verenigd Koninkrijk was Saved by the bell zijn enige grote hit. In Nederland was de opvolger One million years ook redelijk succesvol. De verkoop van zijn album Robin's reign viel echter tegen. Hoewel Robin begonnen was aan de opnamen voor een tweede soloalbum Swing slowly sisters, kwamen hij, Barry en Maurice eind 1970 toch weer bij elkaar en bliezen ze de Bee Gees nieuw leven in. De twee overgebleven Bee Gees waren eind 1969 ook uit elkaar gegaan en allebei bezig aan een soloalbum. Deze zijn evenmin als Swing slowly sisters ooit uitgebracht, omdat de Bee Gees weer bij elkaar kwamen. In de aanliggende periode hadden de Bee Gees vooral veel succes in de Verenigde Staten, waar ze tussen 1971 en 1979 negen nummer 1-hits hadden, waaronder Stayin' alive, Night fever en Tragedy. Deze nummers werden ook in Europa grote hits. Daarnaast haalde Robin de vijftiende plaats in de Billboard Hot 100 met de solosingle Oh! Darling, een nummer uit de film Sgt. Pepper's Lonely Hearts Club Band uit 1978 met de Bee Gees in de hoofdrollen.

### Tweede solocarrière
In de jaren tachtig schreven de Bee Gees (met name Barry) veel liedjes voor anderen. Na Living eyes uit 1981 en de soundtrack voor de film Staying alive uit 1983, bleef het daardoor een tijd stil rond de groep. Dit gaf Robin de kans om een nieuwe soloplaat uit te brengen. Dit werd het album How old are you? uit 1983. De eerste single van het album was Juliet. Op het Europese vasteland werd het nummer een hit, maar in Engeland en Amerika bleef het vrijwel onopgemerkt. In Engeland werd alleen Another lonely night in New York een klein hitje en in Amerika Boys do fall in love, dat afkomstig was van zijn derde album Secret agent uit 1984. In 1985 volgde nog het album Walls have eyes, maar ook dit leverde weinig succes op. Omdat de soloprojecten van Barry en Maurice ook niet echt van de grond kwamen, besloten ze in 1987 de krachten weer te bundelen. Met het album E.S.P. en de single You win again hadden de Bee Gees dat jaar een geslaagde comeback.

### Derde solocarrière
Op 12 januari 2003 overleed Maurice Gibb plotseling aan een darminfarct. Hiermee kwam een einde aan de Bee Gees als trio en Barry en Robin verklaarden niet meer onder die naam op te zullen treden. In 2002 was Robin begonnen aan zijn nieuwe soloalbum Magnet, dat rond de dood van Maurice uitgebracht werd. De eerste single Please werd een bescheiden hit in het Verenigd Koninkrijk. In 2004 haalde hij echter de Britse top 5 met My lover's prayer, een oorspronkelijk Bee Gees-nummer dat hij als duet met Alistair Griffin had opgenomen. Gibb was jurylid in de televisietalentenjacht Fame Academy en had veel bewondering voor Griffin, die uiteindelijk tweede werd. Samen namen ze het nummer op voor Griffins eerste single. Gibb herhaalde anderhalf jaar later dit trucje nog eens met de runners-up van The X Factor, de band G4. Met deze groep nam hij het nummer First of May opnieuw op. In 2005 nam Gibb een livealbum op en eind 2006 volgde het kerstalbum My favourite Christmas carols. In 2002 werden hij en zijn broers benoemd tot Commandeur in de Orde van het Britse Rijk. Gibb verkondigde open te staan voor een reünie van de Bee Gees als Barry zich er goed bij voelde. Na Maurices overlijden traden Barry en Robin nog tweemaal samen op bij liefdadigheidsconcerten.
In 2009 behaalde Gibb een verrassende Britse nummer 1-hit doordat hij credit kreeg op de Comic Relief-single (Barry) Islands in the stream van Vanessa Jenkins en Bryan West, met Sir Tom Jones. Jenkins en West zijn twee personages uit de Britse sitcom Gavin & Stacey, gespeeld door de Welshe acteurs Ruth Jones en Rob Brydon. In de videoclip reizen Jenkins en West naar Las Vegas om deel te nemen aan het wereldkampioenschap karaoke. Daar zingen ze het nummer Islands in the stream van Kenny Rogers en Dolly Parton (het voorvoegsel (Barry) verwijst naar het Welshe eiland Barry Island). Jones en Brydon moesten daarvoor toestemming vragen aan de Bee Gees, die het nummer geschreven hadden. Robin Gibb was daarover zo enthousiast dat hij wilde meedoen aan het project en hij kreeg een rolletje als zichzelf in de videoclip. In het nummer zelf zingt hij echter niet mee en in tegenstelling tot de andere drie staat hij niet op de hoes van de single afgebeeld.

### Ziekte en overlijden
Op 20 november 2011 werd bekend dat hij aan leverkanker leed. Op 13 april 2012 kwam het bericht dat hij in coma lag en nog maar enkele dagen te leven zou hebben. Een bijkomende longontsteking heeft zijn gezondheid verder ondergraven. Gibb kwam op 20 april 2012 uit coma en maakte, volgens zijn familie, opmerkelijke vooruitgang. Maar op 22 april werd gemeld dat hij darmkanker in een vergevorderd stadium had. Op 20 mei 2012 overleed Gibb hieraan. Op 8 juni 2012 was de uitvaart.

## Discografie

### Albums
| Album met eventuele hitnotering(en) in de Nederlandse Album Top 100 | Datum van verschijnen | Datum van binnenkomst | Hoogste positie | Aantal weken | Opmerkingen |
| ------------------------------------------------------------------- | --------------------- | --------------------- | --------------- | ------------ | ----------- |
| How old are you                                                     |                       | 21-05-1983            | 26              | 6            |             |

### Singles
| Single met eventuele hitnotering(en) in de Nederlandse Top 40 | Datum van verschijnen | Datum van binnenkomst | Hoogste positie | Aantal weken | Opmerkingen              |
| ------------------------------------------------------------- | --------------------- | --------------------- | --------------- | ------------ | ------------------------ |
| Saved by the bell                                             |                       | 19-7-1969             | 1               | 16           | #1 in de Single Top 100  |
| One million years                                             |                       | 13-12-1969            | 6               | 7            | #5 in de Single Top 100  |
| August October                                                |                       | 31-1-1970             | tip             |              |                          |
| Juliet                                                        |                       | 7-5-1983              | 11              | 7            | #14 in de Single Top 100 |

| Single met hitnotering(en) in de Vlaamse Ultratop 50 | Datum van verschijnen | Datum van binnenkomst | Hoogste positie | Aantal weken | Opmerkingen       |
| ---------------------------------------------------- | --------------------- | --------------------- | --------------- | ------------ | ----------------- |
| Saved by the bell                                    |                       | 23-8-1969             | 3               | 11           | in de Humo Top 20 |
| One million years                                    |                       | 17-1-1970             | 20              | 1            | in de Humo Top 20 |
| Juliet                                               |                       | 28-5-1983             | 9               | 8            | in de BRT Top 30  |
| Another lonely night in New York                     |                       | 17-9-1983             | 27              | 1            | in de BRT Top 30  |

### NPO Radio 2 Top 2000
| Nummer met noteringen in de NPO Radio 2 Top 2000 | '99  | '00-'01 | '02  | '03  | '04  | '05  | '06  | '07 | '08  |
| ------------------------------------------------ | ---- | ------- | ---- | ---- | ---- | ---- | ---- | --- | ---- |
| Saved by the Bell                                | 1820 | -       | 1775 | 1359 | 1881 | 1973 | 1996 | -   | 1966 |

1. ↑  Een '-' betekent dat het nummer niet was genoteerd en een vetgedrukt getal geeft de hoogste notering aan.
2. ↑  Deze tabel is bijgewerkt tot en met de laatste editie (2024).